# Nicator gularis
Nicator gularis е вид птица от семейство Nicatoridae.

## Разпространение
Видът е разпространен в Замбия, Зимбабве, Кения, Малави, Мозамбик, Сомалия, Свазиленд, Танзания и Южна Африка.